# Peripieninský lineament

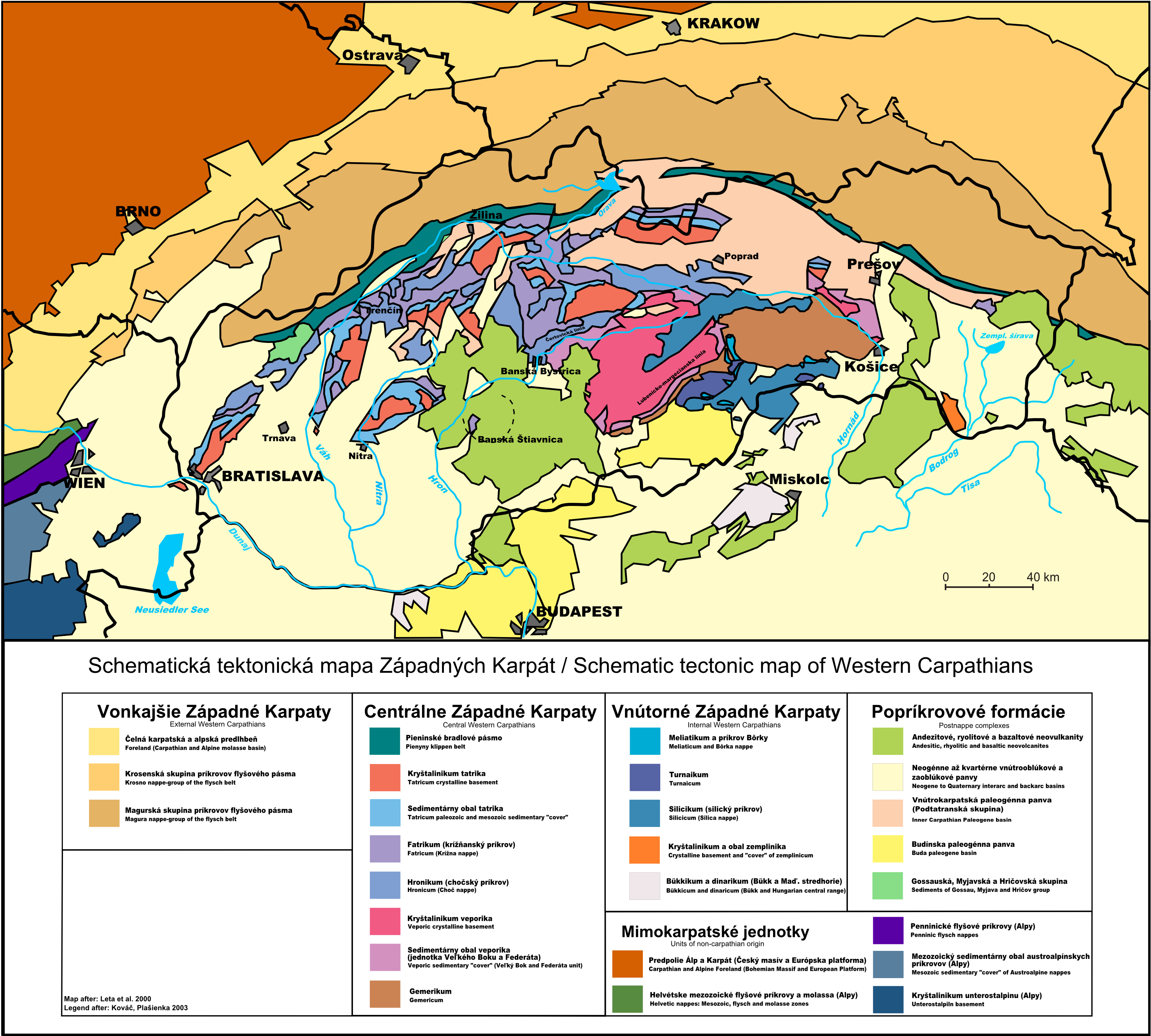
Tektonická mapa Karpat

Peripieninský lineament je tektonické rozhraní 1. řádu, které odděluje blok Centrálních Západních Karpat od Českého masivu a východoevropské platformy. Lze jej považovat za hlubinný projev komplikované stavby bradlového pásma. V současnosti se ale používání tohoto termínu nedoporučuje.
Na Pováží je přibližně shodný s průběhem bradlového pásma. Na východě lze rozhraní sledovat v oblasti ukrajinského úseku bradlového pásma a severního okraje rumunského marmarošského masivu. Geofyzikální výzkumy v prostoru západně od Myjavy poukazují na to, že skok Mohorovičićovy diskontinuit, se kterým je peripieninský lineament nejčastěji ztotožňován, se v tomto prostoru odděluje od bradlového pásma a podél severozápadních svahů Malých Karpat směruje na jihozápad do oblasti Semmeringu.
Rozhraní je na většině území Západních Karpat téměř vertikální, nebo velmi strmě ukloněno na jih. Směrem na západ do Alp se tento sklon zmenšuje a mění se na vnitřněkůrový násun. Podle geofyzikálních zjištění není peripieninský lineament celkem shodný s průběhem bradlového pásma, na východě zasahuje více na sever, zatímco na západě více do vnitřní části orogénu.
Termín původně zavedl M. Máška v roce 1961, který toto rozhraní chápal jako předěl mezi starými masivy, fungující od dob asyntské a kaledonské až do alpinské éry.
V díle Regionální geologie ČSSR z roku 1964 je použit i český název připieninský lineament.